# Cabo Verde en los Juegos Olímpicos de Atlanta 1996
Cabo Verde estuvo representado en los Juegos Olímpicos de Atlanta 1996 por tres deportistas, dos hombres y una mujer, que compitieron en atletismo.
El equipo olímpico caboverdiano no obtuvo ninguna medalla en estos Juegos.